# Claude Debussy
Claude Achille Debussy, francoski skladatelj in pianist, * 22. avgust 1862, Saint-Germain-en-Laye, Yvelines, Francija, † 25. marec 1918, Pariz. 
Debussy je najpomembnejši ustvarjalec glasbenega impresionizma. Prelomil je pravila tradicionalne harmonske gradnje in začel vrednotiti akorde po njihovi zvočni barvi. S tem je odprl pot glasbenemu modernizmu. Pri njem so se navdihovali največji glasbeni duhovi 20. stoletja: Maurice Ravel, Olivier Messiaen, Igor Stravinski in Bela Bartok. Avtor opere Peleas in Melisanda, simfoničnih pesnitev Morje, Igre in Iberia, godalnega kvarteta ter sonate za violino in klavir, če naj omenimo le njegova največkrat izvajana instrumentalna dela, je bil sam eden najboljših pianistov svojega časa in je ustvaril tudi vrsto mojstrskih klavirskih del.

## Življenjepis
Achille-Claude se je rodil 22. avgusta 1862 Saint-Germain-en-Laye kraju Saint-Germain-en-Laye, ki se danes nahaja v predmestju Pariza. Bil je iz revne družine, v kateri je bil oče Manuel-Achille Debussy najprej prodajalec, po preselitvi v Pariz je delal kot računovodja za železniški družbi, kasneje pa je bil vojak. Po revoluciji je bil obsojen na smrt in osvobojen. Mati Victorina je bila hči kočijaža in kuharica.
Claude nikoli obiskoval šole. Nekaj osnov branja, pisanja in računanja mu je dala njegova mati. Klavir ga je najprej poučevala nekdanja Chopinova učenka kar mu je zagotovila bogata Mauté de Fleurville, ki ga je vzela v skrbništvo. Leta 1873 se je vpisal na Konservatorij, kamor je hodil z odporom, saj je slabo prenašal strogost profesorjev in zastarele pogoje. Kljub temu je bil uspešen in je samo eno leto po sprejemu že obiskoval zgornji razred pri Antoine François Marmontelu. Ta ga je pripravil do nekaterih uspehov na šolskih tekmovanjih, vendar se je izkazalo, da ne bo dober pianist. Boljši je bil v komponiranju, kjer je bil najboljši v razredu. Leta 1880 se je že lahko preživljal z glasbo. Bogata baronica von Meck ga je vzela na potovanje v Italijo, Švico, Avstrijo in Rusijo. Pri svojem nadaljnjem usposabljanju na konservatoriju je bil študent pri Ernestu Guiraudoju.
Dvaindvajsetleten je Debussy prejel rimsko nagrado, z njo pa štiriletno štipendijo za udeležbo na Académie des Beaux-Arts. Leta 1883 je bil na tekmovanju drugi, leta 1884 pa je s kantato L'enfant prodigue zmagal. Naslednja štiri leta je na račun vlade živel v rimski vili Medici in študiral glasbo. Spomladi leta 1886 je začasno odpotoval v Pariz, kjer se je spoznal z Lisztom, Giuseppejem Verdijem in Ruggierom Leoncavallom. V salonu gospe Vasnier, kamor je zahajal, je srečeval različne umetnike in skladal zanjo kratke skladbe na različna besedila.
Čas po bivanju v Villa Medici je preživljal boemsko. Bil je brez stalne zaposlitve. Za svoj vsakdanji kruh je služil z manjšimi skladbami. Dodatno finančno podporo je dobil od založnika Georgesa Hartmanna. Debussy je delal honorarno kot glasbeni kritik za La Revue Blanche.
V starosti 18 let je začel osemletno afero s Blanche Vasnier, soprogo pariškega odvetnika. Afera se je končala z njegovim odhodom v Rim. Med letoma 1888/89 je imel Debussy afero s Camille Claudel, ki pa se je že leta 1891 končala. Romantična ljubezenska zgodba se je odvila z zelo lepim dekletom in manekenko Rosalie Texier s katero se je leta 1899 tudi poročil. Leta 1904 se je zapletel z Emmo Bardac-Moyse, soprogo pariškega bankirja Sigismonda Bardaca. 14. oktobra 1904 je zahteval ločitev, vendar je Texierova poskušala storiti samomor. Pri tem se je poškodovala in ostala hroma. Sledil je škandal, ki je Debussyja odtujil od mnogih njegovih prijateljev. 30. oktobra 1905 se je Debussyju in Bardacsovi rodila hči. Poročila sta se lahko šele leta 1908, po uspešnih ločitvah.
Po kratkem obisku Londona se je par vrnil v Pariz v septembru 1905, kupil hišo na Avenue du Bois de Boulogne (zdaj Avenue Foch), kjer je Debussy prebival preostanek svojega življenja. Debussy je umrl zaradi raka danke na svojem pariškem domu 25. marca 1918. Za rakom je bil bolan od leta 1909, doživljal krvavitve, leta 1916 pa so mu izvedli eno prvih operacij stome. Pokopali so ga na pokopališču Cimetière de Passy v Parizu.
V rojstni hiši na Rue au Pain št. 38 v Saint-Germain-en-Laye je bil ustanovljen muzej Clauda Debussyja.

## Glasba
Zaradi drznosti in novosti smatrajo Debussyja za očeta moderne glasbe. Poskušal se je otresti Wagnerjeve glasbe, ki je prevladovala v tistem času, pri tem ga je navdihovala žena Emma in prijatelji pesniki in slikarji. Zavračal je formalne sheme in pravila in v svoji glasbi upodabljal čustva in zanesenost.
- Imate z zagonom datotek težave? Poskusite si pomagati s pomočjo za predstavnostno gradivo.

## Po njem se imenuje
- Hribovje Debussy z vrhom Ravel Peak, manjše gorovje na Alexandrovem otoku na Antarktiki, ki je bil odkrit leta 1960;
- Debussy (krater), krater na planetu Merkur, ki je bil odkrit leta 1969;
- 4492 Debussy, asteroid v Glavnem pasu, ki je bil odkrit leta 1988;
- Konj Debussy, irski čistokrvni dirkalni konj.